# Alexios IV Angelos
Alexios IV Angelos, död 1204, var bysantinsk kejsare från 1203 till 1204. Han var son till Isak Angelos.
Vid farbrodern Alexios III Angelos uppror mot fadern flydde Alexios IV till västerlandet, där han anropade bland annat sin svåger kejsar Filip av Schwaben om hjälp. Denne förmådde tillsammans med dogen av Venedig Enrico Dandolo de i Dalmatien församlade korsriddarna att åta sig Alexios IV:s sak. Det fjärde korståget riktades mot Konstantinopel, staden intogs och jämte fadern utropades Alexios IV till kejsare. Snart kom dock korsfararna i tvist med Alexios IV, som inledde en ny belägring av staden, under vilken Alexios omkom.